# Квантосома
Квантосомы — глобулярные образования мембран хлоропластов, которые содержат все компоненты электрон-транспортной цепи и пигмент-белковые комплексы. Именно в этих образованиях происходит фотосинтез. Их можно увидеть с помощью электронного микроскопа и техники криоскалывания. Эти частицы расположены в виде паракристаллического массива на поверхности тилакоидных дисков в хлоропластах. Квантосомы в равной пропорции состоят из липидов и белков, среди которых присутствуют фотосинтетические пигменты, цитохромы, ферредоксины и восстановительные эквиваленты. Исходя из этих данных учёные предполагали, что они представляют собой базовую структуру, в которой происходит фотосинтез. Квантосомы бывают двух размеров: маленькие квантосомы по современным представлениям соответствуют фотосистеме I, а большие — фотосистеме II.
Впервые квантосомы были обнаружены Родериком Б. Парком в 1962 году.